# 泥炭

世界泥炭分佈圖

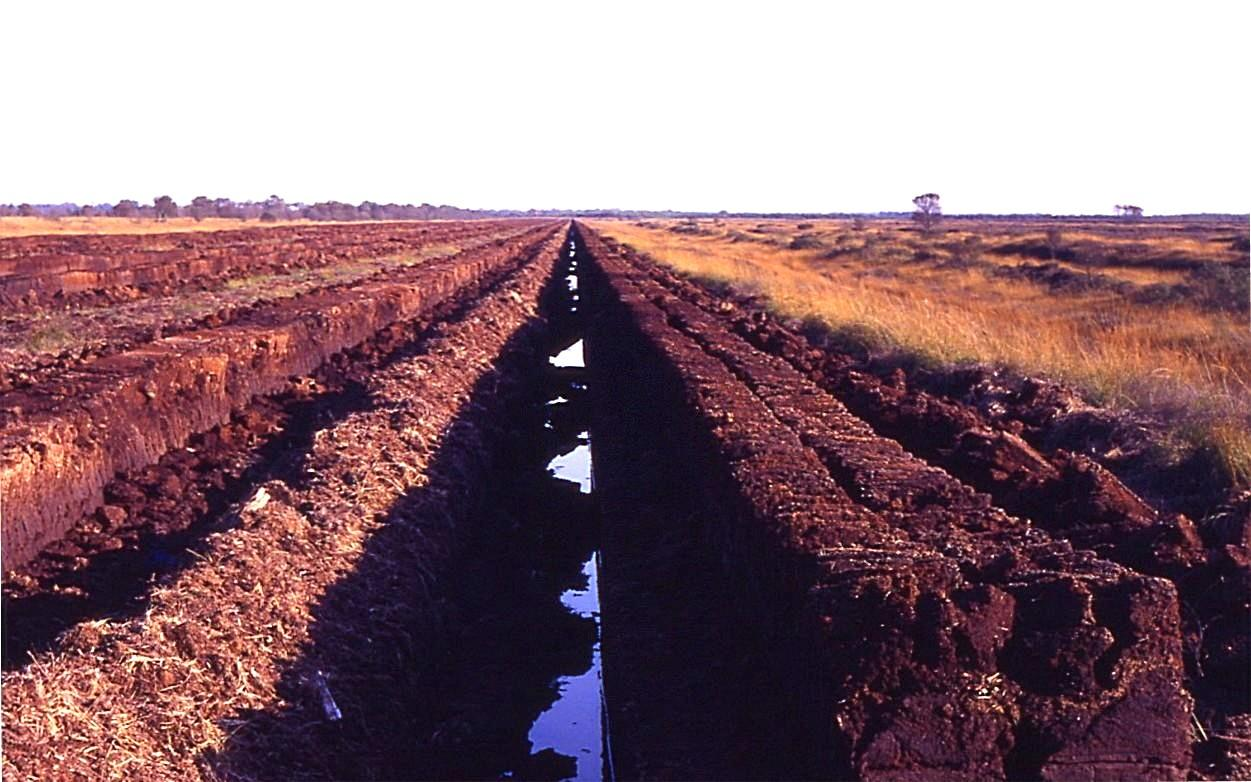
從地面挖掘出的泥炭堆積晒乾中，以利後續使用。

泥炭（又称為草炭或是泥煤）是煤化程度最低的煤，是煤最原始的狀態。隨著周圍環境的轉變，如壓力的加大，可以使泥炭變得更加堅固，使之成為褐煤。

## 成分
泥炭在自然状态下，組成物質橫跨液相、气相和固相三種狀態。其中固相物质的部分，主要包含有机物质和矿物质两部分。而如果以組成物質的角度來看，泥炭主要的成分是有機物質（也是碳元素的主要來源），而其中又以固相的有機物質比例最高。不同組成特性的泥炭，有不同的物理性質與化學性質。

## 分佈
今日在全世界各地都可以發掘到泥炭的蹤跡，但其中蘊含量最多的地方，分別是歐洲的荷兰、愛爾蘭、蘇格蘭與斯堪地那維亞半島，北美的加拿大、美國密西根州還有佛羅里達州的大沼澤區（Everglades）。除了佛州大沼澤外，幾乎所有的泥炭區（大約佔總面積的80%）都位於高緯度地區，而世界上有約60%的濕地地區都是泥炭蘊藏區。泥炭區佔有全世界陸地總面積約3%的比例，相當於3,850,000到4,100,000平方公里的水準，這些土地中有6%已經被開發作為農耕或育林使用，遭到程度不一的人為破壞。

## 形成
泥炭是沼澤在形成過程中的產物，也是沼澤地形的特徵之一。泥炭的主要來源是泥炭苔（Peat Moss）或泥炭蘚（Sphagnum），但除此以外其他的有機物質例如死去的沼澤植物乃至於動物與昆蟲的屍體，都有可能成為泥炭的形成來源。這些物質在死亡後沈積在沼澤底部，由於潮濕與偏酸性的環境，而無法完全腐敗分解，因而形成所謂的泥炭層。有機物質分解或潮化的程度主要是視其組成成分與浸水程度（潮濕度）來決定，通常在較潮濕的地方泥炭層的形成比較快，有機物的分解度比較低，而較乾燥的地方則相反。利用這個特性，氣象考古學的研究者可以利用泥炭來分析古代的氣候變遷史，而利用分析泥炭裡的組成物質，古代環境學的專家也能重造模擬古代時該地區的植物分佈狀態。
在適當的環境（例如高壓）之下，泥炭可以進一步地轉變成褐煤。目前世界上大部分在高緯度地區發掘到的泥炭層，許多都是9,000年前那次的冰河期結束北退之後才形成的。像這樣的泥炭層形成的速度非常慢，有時甚至只有每年1毫米的程度。

## 用途
在許多當地盛產泥炭的地方，泥炭被用來作為日常生活中的燃料使用。
在蘇格蘭地區，泥炭被大量用來作為製造蘇格蘭威士忌的過程中，烘烤已發芽大麥所需的燃料來源。使用泥炭烘乾的大麥具有獨特的煙燻味，已經變成蘇格蘭威士忌的風味特色，稱為泥炭度（Peatiness），這也是「泥炭」這名詞最常被提及的場合。

## 泥炭土
泥炭土（peat soil）是在缺氧情况下，腐殖质化的植物残体积累并形成泥炭层的土壤类型；其成分是由泥炭和矿物质混合而成的有机质土，而其有机物尚未分解或仅部分分解，分为纤维性、半腐性、高腐性。内含有机物必须含50%以上，而土层必须达30至50厘米以上。其有机物分解的缺氧环境一般为冷湿的低洼地，长期积水加上苔藓类和沼泽草本植被茂密，植物残体产生不同程度的腐殖化及弱分解。